# Ноел (Міссурі)
Ноел (англ. Noel) — місто (англ. city) в США, в окрузі Макдональд штату Міссурі. Населення — 2124 особи (2020).

## Географія
Ноел розташований за координатами 36°32′31″ пн. ш. 94°29′27″ зх. д. / 36.54194° пн. ш. 94.49083° зх. д. (36.542002, -94.490737).  За даними Бюро перепису населення США в 2010 році місто мало площу 5,37 км², з яких 5,18 км² — суходіл та 0,20 км² — водойми.

## Демографія
Згідно з переписом 2010 року, у місті мешкали 1832 особи в 616 домогосподарствах у складі 428 родин. Густота населення становила 341 особа/км².  Було 731 помешкання (136/км²).
Расовий склад населення:
| - 56,6 % — білих - 5,0 % — чорних або афроамериканців - 2,9 % — вихідців з тихоокеанських островів - 2,4 % — корінних американців - 0,1 % — азіатів - 29,4 % — осіб інших рас |

До двох чи більше рас належало 3,5 %. Частка іспаномовних становила 49,7 % від усіх жителів.
За віковим діапазоном населення розподілялося таким чином: 31,8 % — особи молодші 18 років, 61,3 % — особи у віці 18—64 років, 6,9 % — особи у віці 65 років та старші. Медіана віку мешканця становила 28,5 року. На 100 осіб жіночої статі у місті припадало 97,4 чоловіків;  на 100 жінок у віці від 18 років та старших — 101,0 чоловіків також старших 18 років.
Середній дохід на одне домашнє господарство  становив 36 628 доларів США (медіана — 26 311), а середній дохід на одну сім'ю — 40 843 долари (медіана — 36 406). Медіана доходів становила 30 743 долари для чоловіків та 20 650 доларів для жінок. За межею бідності перебувало 40,7 % осіб, у тому числі 53,7 % дітей у віці до 18 років та 15,5 % осіб у віці 65 років та старших.
Цивільне працевлаштоване населення становило 746 осіб. Основні галузі зайнятості: виробництво — 38,9 %, мистецтво, розваги та відпочинок — 13,5 %, роздрібна торгівля — 13,1 %.